# Michael von Essen
Michael von Essen (døbt 7. november 1746 – 29. januar 1831) var en dansk deputeret i Rentekammeret.
Han var en søn af kantor ved latinskolen i Husum Michael Ernst von Essen og Elsabe f. Thomsen, fødtes 1746 (døbt 7. november), blev i en ung alder underretsadvokat og amtssekretær i Husum, udnævntes 1775 på grund af sine økonomiske kundskaber til sekretær ved den slesvig-holstenske landkommission, overgik 1777 til centraladministrationen som renteskriver i slesvigske kontor, blev 1778 sekretær for de tyske forretninger i Rentekammerets sekretariat, 1779 kammerråd, 1781 justitsråd, samme år surnumerær og 1782 virkelig kommitteret i Rentekammeret. Han omtaltes allerede dengang som en udmærket duelig, indsigtsfuld, kundskabsrig og energisk embedsmand og gjorde ikke under sin senere betydningsfuldere virksomhed denne dom til skamme. 1789 blev han tillige medlem af Generalvejkommissionen, 1799 etatsråd, 1810 deputeret i Rentekammeret, 1811 konferensråd, 1813 medlem af kommissionen til undersøgelse af forskellige finansanliggender, 1816 tillige deputeret for finanserne og medlem af direktionen for statsgælden og Den synkende Fond, 1817 Kommandør og 1825 Storkors af Dannebrogordenen, 1828 gehejmekonferensråd og døde 29. januar 1831.
Han ægtede 8. oktober 1773 Maria Dorothea Lass (døbt 2. april 1752, død 1805), datter af Frederik Lass og Dorothea Catharina f. Haggen.